# Talijanska drama u Rijeci
Talijanska drama u Rijeci – Dramma Italiano di Fiume djeluje od 1946. u Narodnom kazalištu u Rijeci (danas HNK Ivan Zajc). Iako nije samostalna institucija organski je povezana s organizacijom Talijana Istre i Rijeke.
Osnovni cilj Drame je očuvanje talijanskog jezika i kulture te njegovanje tradicije teatarskog izražavanja Rijeke i razvijanja novih umjetničkih scenskih formi izražavanja. Sa svojim predstavama, recitalima, susretima i radionicama djeluju i u većim mjestima Kvarnera (istarski otoci i Krk) i cijele Istre (od Kopra do Pule) Cilj im je i predstacljanje i promocija dramaturgije s jugoslavenskog kulturnog prostora, naročito na gostovanjima po gradovima Italije.
Talijanska drama je danas postigla kulturnu autonomiju (repertoar, izbor glumaca i režisera,...) i financijsku nezavisnost. U pojedinim povijesnim fazama imala je manju autonomiju što iz vlastitog konformizma što iz uplitanja hrvatskih vlasti (u socijalimu i nacionalizmu), što iz umjetničkih slabosti i zbog unutarnje politike, ali i zbog nedostatka umjetničke vizije.

## Povijesne naznake
Od osnovana 1946., "Dramma Italiano" je u kazališnoj sezoni prosječno postavljala na scenu po četiri premijere. U početku, dok još Talijani nisu u većem broju emigrirali, postizali su i sedam predstava, da bi se posljednjih godina ustalilo na tri premijere.
Među prvim umjetničkim direktorima ističe se tršćanski komediograf i režiser Piero Rismondo, koji je poslije u Beču postao važan kritičar i prevodilac za što muje dodijeljena Nagrada Musil. Rismondov nasljednik bio je riječki pjesniok i komedigraf Osvaldo Ramous (Ramù), koji je spasio Talijanasku dramu od zatvaranja. Ramous su naslijedili dirigent Alessandro Petterin, glumac i pjevač Bruno Petrali, muzikolog Margherita Barbalich Gilic i novinar Sandro Damiani. 2004. ravnateljica postaje pjesnikinja i književnica Laura Marchig, 2014. glumca i pjevačica Leonora Surian, Giuseppe Nicodemo 2016. a na kraju iste godine zamjenjuje Rosanna Bubola, a aktualni direktor je Giulio Settimo.
Sve do prve polovice '60-ih jedini način financiranja bio je iz fondova SR Hrvatske i SR Slovenije, gdje je Drama djelovala i nastupala za zajednice Talijana i od Općine Rijeka, a od tada, zahvaljujući moralnoj podršci Narodnog sveučilišta iz Trsta, počinje talijanska vlada davati financijsku podršku talijanske vlade i od regije Friuli-Venezia Giulia. Sada se djelatnost Drame financira uglavnom iz hrvatskog budžeta, a jednu trećinu troškova pokriva se iz Italije.

## Djelovanje
Pola od tristo komedija koje su bile na repertoaru Talijanske drame su od talijanskih autora: od klasika kao Ruzante, Goldoni, Pirandello, Diego Fabbri, Carlo Terron, Eduardo de Filippo i Dario Fo, do suvremenika Dacia Maraini, Ghigo De Chiara, Mario Moretti, Francesco Randazzo, Giacomo Carbone, Edoardo Erba, Mario Fratti, Chiara Boscaro i Marco Di Stefano.
U prvih 25 godina povijesti ove glumačke družine, glumci su u podjednakoj mjeri dolazili s lokalne scene i one iz Italije, S lokalne scene su: Gianna Depoli, Raniero Brumini, Nereo Scaglia, navedeni Petrali, Giulio Marini, Rossana Grdadolnik (danas Elvia Nacinovich); iz talijanske: Ada Mascheroni i Carlo Montini iz Milana, Flavio Del Noce, Sandro Bianchi, Adelaide Gobbi, Glauco i Lucilla Verdirosi iz Rima, te Angelo Benetelli iz Venecije. Sadašnju ekipu čine: Leonora Surian, Ivna Bruck, Aleksandar Cvjetković, Serena Ferraiuolo, Bruno Nacinovich, Toni Plešić, Mirko Soldano i Giuseppe Nicodemo.
Između mnogih talijanskih režisera koji su postavljali predstave Talijanske dram izdvajaju se: Spiro Dalla Porta Xydias, Francesco Macedonio, Giuseppe Maffioli, Nino Mangano (koji je dugo vremena bio i umjetnički savjetnik), Tonino Conte, braća Antonio i Andrea Frazzi, Franco Però, Mario Licalsi, Gabris Ferrari, Giuseppe Liotta, Mario Brandolin, Andrea Gagnarli, Sergio Velitti, Mario Mattia Giorgetti, Gianfranco De Bosio, Gianfranco Pedullà, Angelo Savelli, Pier Luca Donin; kao i spomenuti dramatičari: Moretti, Bassetti i Randazzo, Paolo Magelli, Marco Di Stefano, Gianpiero Borgia i Paola Galassi. Među režiserima netalijanima najvažniji su Bogdan Jerković i Peter Selem, Makedonci Georgjevskij i Paunovski, Slovencii Boris Kobal i Mario Uršič, Riječanin Anđelko Stimac.
Važni suradnici scenografi, kostimografi i glazbenici su bili: Micha Scandella, Emanuele Luzzati, Sergio D'Osmo, Stefania Battaglia, Dora Argento, Poppi Ranchetti, Milli, Mirco Rocchi, Cesare Bindi, Massimiliano Pace. Štoviše, nobelovac Dario Fo je surađivao s kostimografom na vlastotom tekstu "Vrag je uvijek kriv ".
Od polovice '90-ih Talijanska je drama ostvarila mnoge koprodukcije kao što je s Piccolom Teatrom iz Milana, s Teatrom Rifredi i Narodnim teatrom Maskara (Teatro Popolare Maskarà), oba iz Firence, s Teatrom Stabile iz Kalabrije, Teatrom Stabile iz Verone, Udruženim umjetnicima Gorize, s La Contradom iz Trsta, Teatro Stabile Friuli-Venezia Giulia, ArteVen, Teatrom dell'Orologio iz Rima s milanskom La Confraternita del Chianti.
Dugačka je lista glumica i glumaca koji su surađivali s pvpm riječkom dramskom ekipom i ne samo unutar predstava. Najpoznatije ime, a i prvi gost, bila je Diana Torrieri sredinom '50-ih u vrijeme kada je u Italiji smatrana najvažnijom dramskom glumicom (upraviteljica glumačke družine), U drugoj polovici 70-ih stižu Dario Penne, Edgardo Sirola, izvrsna Maria Sciacca (umrla mlada, dok je bila s Autorima i Tehničarima Attilio Corsini, i po kojoj je nazvana prestižna kazališna nagrada), Omera Lazzari i Bruno Pischiutta. Od '90-ih nadalje tu su: Roberto Della Casa, navedeni Randazzo (dok nije još postao režiser i komediograf), Claudio Trionfi, Paolo Falace, Mimmo Lo Vecchio, Giorgio Saletta, Orazio Bobbio, Salvatore Esposito, Walter Mramor, Virginio Gazzolo, Miranda Martino, Mario Aterrano, Florens Fanciulli, Stefano Ambrogi, Marcellina Ruocco, Monica Menchi, Pier Luigi Zollo, Gianluca Guidotti, Fernando Maraghini, Paolo Valerio, Aristide Genovese, Stefania Stefanin, Luigi Marangoni, Diego Runko, Adriano Giraldi, Valentina Banci, Mauro Malinverno, Marco Pezza, Valeria Sara Costantin i ostali.

## Priznanja
Talijanska drama u Rijeci dobitnik je mnogih priznanja za svoj rad, među kojima su: 
- Nagrada Saveza talijanskih kazališnih kritičara
- Nagrada Teatro i Memoria Istituta Cervi,
- Nagrada AGIS
- Nagrada IDI
- Posebnu nagradu Flaiano dobio je Sandro Damiani za rad s družinom.[8]

## Vanjske poveznice
- http://www.hnk-zajc.hr/
- https://web.archive.org/web/20110123073614/http://www.crsrv.org/it/index.php
- https://web.archive.org/web/20140513011754/http://www.crsrv.org/it/edit_detail.php?id=724